# 大田南部循環高速道路
大田南部循環高速道路（テジョンなんぶじゅんかんこうそくどうろ）（300号線）は、大田広域市 儒城区から 大田広域市 東区まで至る高速道路である。（うち、山内 JCT から 飛龍 JCTまでは 統営-大田・中部高速道路（35号線）と重複）

## インターチェンジ
- 1 西大田（ソデジョン）JCT（湖南高速道路支線（251号線））
- 2 西大田（ソデジョン）IC
- 3 安永（アニョン）IC
- 4 山内（サンネ）JCT（統営-大田・中部高速道路（35号線））
- 5 板岩（パナム）IC（統営-大田・中部高速道路と重複）
- 6 飛龍（ピリョン）JCT（京釜高速道路（1号線））

## 通過する地域
- 大田広域市
  - 儒城区 - 西区 - 中区 - 東区